# Marie-Anne Vannier
Marie-Anne Vannier (née en 1957) est une théologienne française.

## Biographie
Marie-Anne Vannier est docteur en philosophie (1990).
Spécialiste de saint Augustin, de Jean Cassien ainsi que de Maître Eckhart et des mystiques rhénans, elle est également rédactrice en chef de la revue Connaissance des Pères de l’Église depuis 1992, et professeur de théologie à l'université de Lorraine, plate-forme de Metz, où elle dirige l'Equipe de recherche sur les mystiques rhénans et participe à des projets de recherche de la MSH Lorraine.
Elle est également responsable, avec Markus Vinzent, du projet ANR-DFG TEAPREA.
Elle a été maître de conférence à l'université de Strasbourg de 1990 à 2003, où elle a dirigé la Revue des sciences religieuses de 1993 à 2003, avant d'être nommée professeur à l'université Paul Verlaine - Metz qui est désormais l'université de Lorraine. 
Depuis 2012, elle est membre senior de l'Institut universitaire de France.

## Livres
- Creatio, conversio, formatio chez S. Augustin, Fribourg, Éd. Universitaires, coll. « Paradosis », 1991 ; 2e édition augmentée, 1997.
- S. Augustin et le mystère trinitaire, Paris, Cerf, coll. « Foi vivante », 1993.
- L’expérience du Saint-Esprit, Paris, Cerf, coll. « Foi vivante », 1998.
- Dieu le Père, mystère de charité, Paris, Cerf, coll. « Foi vivante », 1998. Traduction en polonais : Bog Ojciec tajemnica Milosci, Instytut Pax, Varsovie, 1999.
- Jean Cassien, Traité de l’Incarnation contre Nestorius (Trad., commentaire), Paris, Cerf, 1999.
- La communion trinitaire, Paris, Cerf, coll. « Foi vivante », 1999. Traduction en polonais : Trojca Swieta tajemnica jednosci, Varsovie, Pax, 2000.
- Noël chez Eckhart et les mystiques rhénans, Paris, Arfuyen, 2005.
- Les Confessions de S. Augustin, Paris-Milan, Cerf-Jaca Book, 2007.
- De la Résurrection à la naissance de Dieu dans l’âme chez Eckhart, Paris, Cerf, 2008.
- Anthologie des mystiques rhénans, Paris, Cerf, 2010.
- Saint Augustin. La conversion en acte, Paris, Dervy, 2011.
- Encyclopédie des mystiques rhénans d'Eckhart à Nicolas de Cues et leur réception, Paris, cerf, 2011 (ouvrage collectif)[3].
- Les saints sépulcres alsaciens, Strasbourg, Éd. du Signe, 2014.
- Les visions d'Hildegarde de Bingen dans le Livre des œuvres divines, Paris, Albin Michel, 2015.
- L’humilité chez les mystiques rhénans et Nicolas de Cues, Paris, Beauchesne, 2016 (dir. ouvrage collectif)
- Hildegarde de Bingen. Une visionnaire et une femme d'action, Paris, Entrelacs, 2016.
- Maître Eckhart prédicateur, Paris, Beauchesne, 2018.
- Les chemins spirituels dans la mystique rhénane et la devotio moderna, Paris, éditions Beauchesne, 2019 (dir. ouvrage collectif)
- Découvrir les Pères de l'Eglise, nouveau manuel de patristique, Paris, Editions Artège, 2024 (dir. ouvrage collectif)
- Introduction à Commentaire de l'Évangile de Jean de Maître Eckhart, 1ère traduction intégrale, traduction par Jean-Claude Lagarrigue, Paris, Les Belles Lettres, coll. Sagesses médiévales, n°29, 554 p., 2025  (ISBN 978-2251457260)

## Articles
- Marie-Anne Vannier, « L'essor des études eckhartiennes en France » [PDF], sur halshs.archives-ouvertes.fr, 2010 (consulté le 18 avril 2017).